# Банксия Броуна
Банксия Броуна (лат. Banksia brownii) — вид банксии семейства протейных (Proteaceae).
Вид представляет собой кустарник или дерево высотой около 2 метров, с длинными зелёными листьями, формой напоминающих птичье перо, и крупными красными соцветиями. Однако, ветви могут достигать длины до 6 метров.
Обитает в диком виде лишь на двух небольших участках Западной Австралии в районе города Олбани и хребта Стерлинг, однако, в Австралии банксия Броуна популярна среди садоводов как декоративное растение.
Растение было классифицировано У.Бакстером и названо в честь шотландского ботаника Роберта Броуна.

## Галерея

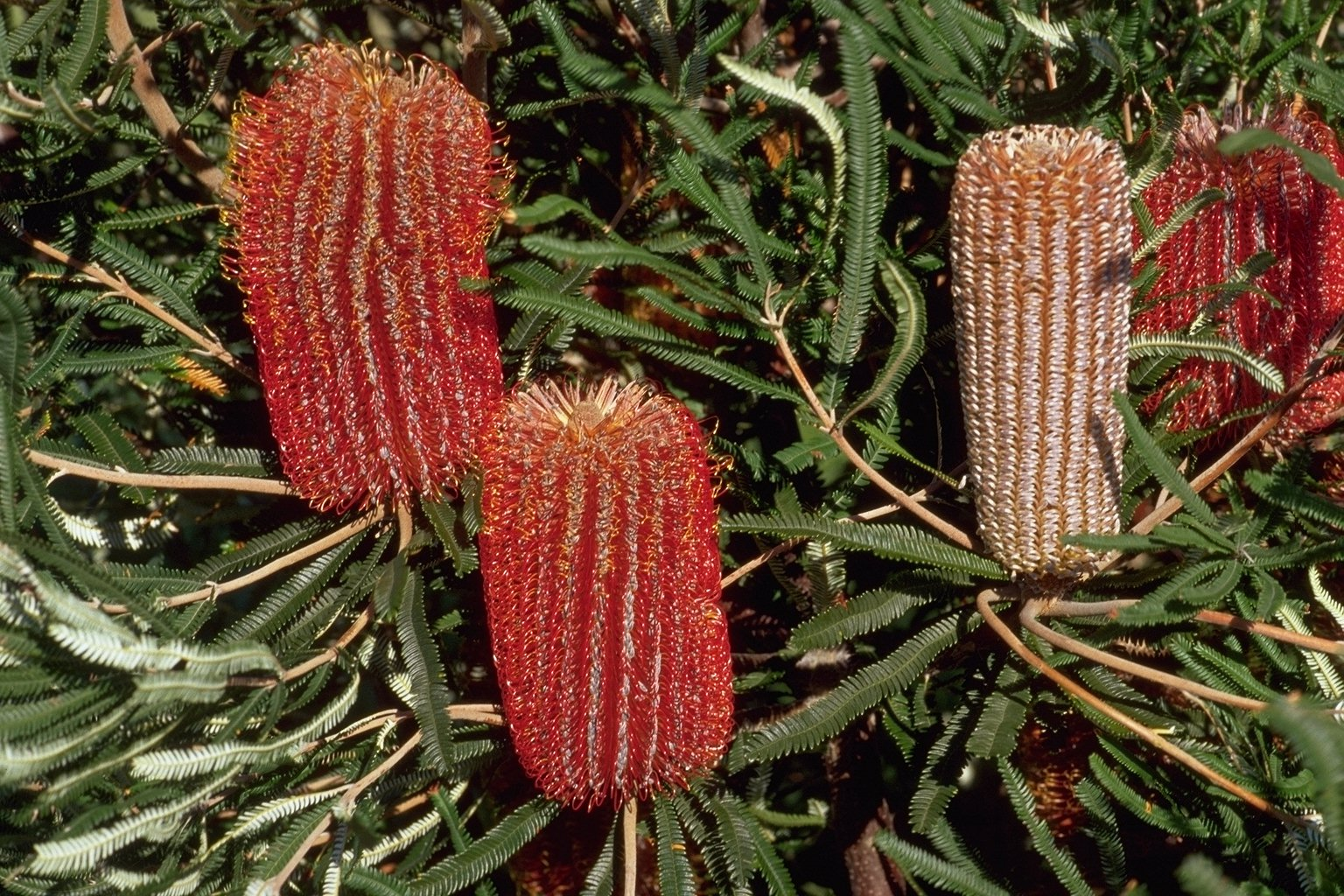
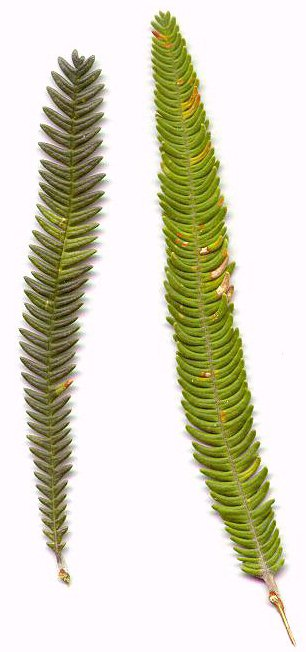